# Бермудские Острова на зимних Олимпийских играх 2018
Бермудские Острова на зимних Олимпийских играх 2018 года были представлены одним спортсменом в лыжных гонках. В третий раз подряд единственным спортсменом, представляющим Бермуды на зимних Играх стал лыжник Таккер Мерфи, который впервые не смог попасть в число 90 сильнейших на 15 километровой дистанции. Эти Игры стали для Бермудских островов восьмыми зимними по счёту и каждый раз страну на Играх представлял только один спортсмен.

## Состав сборной
Лыжные гонки
1. Таккер Мерфи

## Результаты соревнований

### Лыжные виды спорта

#### Лыжные гонки
Квалификация спортсменов для участия в Олимпийских играх осуществлялась на основании специального квалификационного рейтинга FIS по состоянию на 21 января 2018 года. Для получения олимпийской лицензии категории «A» спортсменам необходимо было набрать максимум 100 очков в дистанционном рейтинге FIS. При этом каждый НОК может заявить на Игры 1 мужчину и 1 женщины, если они выполнили квалификационный критерий «B», по которому они смогут принять участие в спринте и гонках на 10 км для женщин или 15 км для мужчин. По итогам квалификационного отбора сборная Бермуд завоевала одну мужскую олимпийскую лицензию категории «B» в гонке на 15 км, благодаря успешным выступлениям Таккера Мерфи.
Мужчины
Дистанционные гонки
| Соревнование           | Спортсмены   | Результат | Отставание | Место |
| ---------------------- | ------------ | --------- | ---------- | ----- |
| 15 км свободным стилем | Таккер Мерфи | 43:05,7   | +9:21,8    | 104   |